# Liste des députés de la Manche
 (mai 2025).
Le département de la Manche est divisé de 1958 à 2012 en cinq circonscriptions législatives, le nombre de sièges ayant été ramené à quatre lors du nouveau découpage électoral de 2010, en vigueur à compter des élections législatives de 2012.

## Cinquième République

### Dix-septième législature(Depuis le 18 juillet 2024)
| Circ.               | Nom               | Parti | Parti | Suppléant             |
| ------------------- | ----------------- | ----- | ----- | --------------------- |
| 1re circonscription | Philippe Gosselin |       | LR    | Christèle Castelein   |
| 2e circonscription  | Bertrand Sorre    |       | RE    | Marie-Hélène Fillâtre |
| 3e circonscription  | Stéphane Travert  |       | RE    | Valérie Leconte       |
| 4e circonscription  | Anna Pic          |       | PS    | Nadège Plaineau       |

### Seizième législature(2022-2024)
| Circ.               | Nom               | Parti | Parti | Suppléant             |
| ------------------- | ----------------- | ----- | ----- | --------------------- |
| 1re circonscription | Philippe Gosselin |       | LR    | Christèle Castelein   |
| 2e circonscription  | Bertrand Sorre    |       | LREM  | Marie-Hélène Fillâtre |
| 3e circonscription  | Stéphane Travert  |       | LREM  | Valérie Leconte       |
| 4e circonscription  | Anna Pic          |       | PS    | Nadège Plaineau       |

### Quinzième législature(2017-2022)

Résultats des élections législatives de 2017 dans la Manche.

| Circ.               | Nom               | Parti | Parti        | Suppléant             |
| ------------------- | ----------------- | ----- | ------------ | --------------------- |
| 1re circonscription | Philippe Gosselin |       | LR           | Christèle Castelein   |
| 2e circonscription  | Bertrand Sorre    |       | LREM         | Marie-Hélène Fillâtre |
| 3e circonscription  | Stéphane Travert  |       | LREM         | Grégory Galbadon      |
| 4e circonscription  | Sonia Krimi       |       | LREM puis SE | Frédéric Bastian      |

### Quatorzième législature(2012-2017)

Résultats des élections législatives de 2012 dans la Manche.

| Circ.               | Nom               | Parti | Parti | Suppléant |
| ------------------- | ----------------- | ----- | ----- | --- |
| 1re circonscription | Philippe Gosselin |       | UMP   | Françoise Mounier |
| 2e circonscription  | Guénhaël Huet     |       | UMP   | Jean-Paul Launay |
| 3e circonscription  | Stéphane Travert  |       | PS    | Delphine Fournier |
| 4e circonscription  | Bernard Cazeneuve |       | PS    | Geneviève Gosselin. Devient députée le 22 juillet 2012, à la suite de la nomination de Bernard Cazeneuve au gouvernement. |

### Treizième législature(2007-2012)

Résultats des élections législatives de 2007 dans la Manche.

| Circ.               | Nom               | Parti | Parti | Suppléant |
| ------------------- | ----------------- | ----- | ----- | --- |
| 1re circonscription | Philippe Gosselin |       | UMP   | Françoise Mounier                                                                                               |
| 2e circonscription  | Guénhaël Huet     |       | UMP   | Albert Bazire                                                                                                   |
| 3e circonscription  | Alain Cousin      |       | UMP   | Anne-Marie Berlemont                                                                                            |
| 4e circonscription  | Claude Gatignol   |       | UMP   | Laurent Leclerc                                                                                                 |
| 5e circonscription  | Bernard Cazeneuve |       | PS    | André Rouxel. Devient député le 17 juin 2012, à la suite de la nomination de Bernard Cazeneuve au gouvernement. |

### Douzième législature(2002-2007)

Résultats des élections législatives de 2002 dans la Manche.

| Circ.               | Nom                 | Parti | Parti | Suppléant            |
| ------------------- | ------------------- | ----- | ----- | -------------------- |
| 1re circonscription | Jean-Claude Lemoine |       | UMP   | Philippe Gosselin    |
| 2e circonscription  | René André          |       | UMP   | Michel Ganné         |
| 3e circonscription  | Alain Cousin        |       | UMP   | Anne-Marie Berlemont |
| 4e circonscription  | Claude Gatignol     |       | UMP   | Michel Laurent       |
| 5e circonscription  | Jean Lemière        |       | UMP   | Mireille Prevost     |

### Onzième législature(1997-2002)

Résultats des élections législatives de 1997 dans la Manche.

| Circ.               | Nom                 | Parti | Parti  | Suppléant                                 |
| ------------------- | ------------------- | ----- | ------ | ----------------------------------------- |
| 1re circonscription | Jean-Claude Lemoine |       | RPR    | André Lemaitre                            |
| 2e circonscription  | René André          |       | RPR    | Michel Ganné                              |
| 3e circonscription  | Alain Cousin        |       | RPR    | Anne-Marie Berlemont                      |
| 4e circonscription  | Claude Gatignol     |       | UDF-DL | Jean Tardif                               |
| 5e circonscription  | Bernard Cazeneuve   |       | PS     | Jean-Pierre Godefroy élu sénateur en 2001 |

### Dixième législature(1993-1997)

Résultats des élections législatives de 1993 dans la Manche.

| Circ.               | Nom                 | Parti | Parti  | Suppléant      |
| ------------------- | ------------------- | ----- | ------ | -------------- |
| 1re circonscription | Jean-Claude Lemoine |       | RPR    | André Lemaitre |
| 2e circonscription  | René André          |       | RPR    | Albert Bazire  |
| 3e circonscription  | Alain Cousin        |       | RPR    | Henry Haffray  |
| 4e circonscription  | Claude Gatignol     |       | UDF-PR | Jean Tardif    |
| 5e circonscription  | Yves Bonnet         |       | UDF-PR | Jean Tissot    |

### Neuvième législature(1988-1993)

Résultats des élections législatives de 1988 dans la Manche.

| Circ.               | Nom                | Parti | Parti  | Suppléant                 |
| ------------------- | ------------------ | ----- | ------ | ------------------------- |
| 1re circonscription | Jean-Marie Daillet |       | UDC    | Georges de La Loyère      |
| 2e circonscription  | René André         |       | RPR    | Gabriel Destais           |
| 3e circonscription  | Alain Cousin       |       | RPR    | Henry Haffray             |
| 4e circonscription  | Claude Gatignol    |       | UDF-PR | Henri Védie               |
| 5e circonscription  | Bernard Cauvin     |       | PS     | Suppléant d'Olivier Stirn |

### Huitième législature(1986-1988)
Scrutin par liste, à la proportionnelle, au niveau départemental. 
| Nom                | Parti | Parti | Suppléant        |
| ------------------ | ----- | ----- | ---------------- |
| René André         |       | RPR   | pas de suppléant |
| Pierre Godefroy    |       | RPR   | pas de suppléant |
| Olivier Stirn      |       | PS    | pas de suppléant |
| Louis Darinot      |       | PS    | pas de suppléant |
| Jean-Marie Daillet |       | UDF   | pas de suppléant |

### Septième législature(1981-1986)
| Circ.               | Nom                | Parti | Parti | Suppléant              |
| ------------------- | ------------------ | ----- | ----- | ---------------------- |
| 1re circonscription | Jean-Marie Daillet |       | UDF   | Edmond Piédagnel       |
| 2e circonscription  | Émile Bizet        |       | RPR   | René André             |
| 3e circonscription  | Henri Baudouin     |       | UDF   | Jean-François Le Grand |
| 4e circonscription  | Pierre Godefroy    |       | RPR   | Claude Gatignol (UDF)  |
| 5e circonscription  | Louis Darinot      |       | PS    | Henri Ryst             |

### Sixième législature(1978-1981)
| Circ.               | Nom                | Parti | Parti | Suppléant               |
| ------------------- | ------------------ | ----- | ----- | ----------------------- |
| 1re circonscription | Jean-Marie Daillet |       | UDF   | Jean Pignard            |
| 2e circonscription  | Émile Bizet        |       | RPR   | Denis Gautier-Sauvagnac |
| 3e circonscription  | Henri Baudouin     |       | UDF   | David Lerouge           |
| 4e circonscription  | Pierre Godefroy    |       | RPR   | Claude Gatignol         |
| 5e circonscription  | Louis Darinot      |       | PS    | Georges Jourdam         |

### Cinquième législature(1973-1978)
| Circ.               | Nom                | Parti | Parti | Suppléant         |
| ------------------- | ------------------ | ----- | ----- | ----------------- |
| 1re circonscription | Jean-Marie Daillet |       | MR    | Paul Savary       |
| 2e circonscription  | Émile Bizet        |       | UDR   | Émile Lebourgeois |
| 3e circonscription  | Henri Baudouin     |       | RI    | Eugène Fouchard   |
| 4e circonscription  | Pierre Godefroy    |       | UDR   | René Piquot       |
| 5e circonscription  | Louis Darinot      |       | PS    | Jean Victoire     |

### Quatrième législature(1968-1973)
| Circ.               | Nom              | Parti | Parti | Suppléant         |
| ------------------- | ---------------- | ----- | ----- | ----------------- |
| 1re circonscription | Raymond Guilbert |       | UDR   | Bernard Hue       |
| 2e circonscription  | Émile Bizet      |       | UDR   | Émile Lebourgeois |
| 3e circonscription  | Henri Baudouin   |       | UDR   | Gaston Brision    |
| 4e circonscription  | Pierre Godefroy  |       | UDR   | René Piquot       |
| 5e circonscription  | Jacques Hébert   |       | UDR   | Paul Fleury       |

### Troisième législature(1967-1968)
| Circ.               | Nom              | Parti | Parti      | Suppléant         |
| ------------------- | ---------------- | ----- | ---------- | ----------------- |
| 1re circonscription | Raymond Guilbert |       | App. UD-Ve | Bernard Hue       |
| 2e circonscription  | Émile Bizet      |       | App. UD-Ve | Émile Lebourgeois |
| 3e circonscription  | Henri Baudouin   |       | App. UD-Ve | René Beaudry      |
| 4e circonscription  | Pierre Godefroy  |       | UD-Ve      | René Piquot       |
| 5e circonscription  | Jacques Hébert   |       | UD-Ve      | Paul Fleury       |

### Deuxième législature(1962-1967)
| Circ.               | Nom               | Parti | Parti    | Suppléant         |
| ------------------- | ----------------- | ----- | -------- | ----------------- |
| 1re circonscription | Constant Lepourry |       | App. UNR | Maurice Lantier   |
| 2e circonscription  | Émile Bizet       |       | App. UNR | Émile Lebourgeois |
| 3e circonscription  | Henri Baudouin    |       | UNR      | René Beaudry      |
| 4e circonscription  | Pierre Godefroy   |       | UNR      | René Piquot       |
| 5e circonscription  | Jacques Hébert    |       | UNR      | Paul Gosselin     |

### Première législature(1958-1962)
| Circ.               | Nom                 | Parti | Parti | Suppléant             |
| ------------------- | ------------------- | ----- | ----- | --------------------- |
| 1re circonscription | Gabriel de Carville |       | CNIP  | Philippe Texier-Hugou |
| 2e circonscription  | Pierre Hénault      |       | CNIP  | Xavier de Milly       |
| 3e circonscription  | Édouard Lebas       |       | UNR   | André Lavalley        |
| 4e circonscription  | Pierre Godefroy     |       | UNR   | René Piquot           |
| 5e circonscription  | René Schmitt        |       | SFIO  | Joseph Bocher         |

## Quatrième République

### Législature 1956-1958
| Nom                  | Parti | Parti |
| -------------------- | ----- | ----- |
| Jean Raymond-Laurent | MRP   |       |
| Maurice Lucas        | MRP   |       |
| Pierre Hénault       | CNIP  |       |
| Jean Brard           | CNIP  |       |
| Auguste Grandin      | CNIP  |       |
| Maxime Fauchon       | CNIP  |       |

### Législature 1951-1956
| Nom                                     | Parti | Parti |
| --------------------------------------- | ----- | ----- |
| Claude Hettier de Boislambert           | RPF   |       |
| Pierre Hénault                          | RPF   |       |
| Jean Raymond-Laurent                    | MRP   |       |
| Maurice Lucas                           | MRP   |       |
| René Schmitt                            | SFIO  |       |
| Jean Michel Guérin du Boscq de Beaumont | CNIP  |       |

### Législature 1946-1951
| Nom                  | Parti                                         | Parti |
| -------------------- | --------------------------------------------- | ----- |
| Jean Raymond-Laurent | MRP                                           |       |
| Maurice Lucas        | MRP                                           |       |
| Étienne Fauvel       | MRP                                           |       |
| Paul Guilbert        | MRP                                           |       |
| René Schmitt         | SFIO                                          |       |
| Joseph Lecacheux     | PRL (élu au Conseil de la République en 1948) |       |
| Pierre Hénault       | PRL (succède à Joseph Lecacheux)              |       |

### Législature 1946 (Seconde assemblée constituante)
| Nom                              | Parti                                           | Parti |
| -------------------------------- | ----------------------------------------------- | ----- |
| Jean Raymond-Laurent             | MRP                                             |       |
| Maurice Lucas                    | MRP                                             |       |
| Étienne Fauvel                   | MRP                                             |       |
| Paul Guilbert                    | MRP                                             |       |
| René Schmitt                     | SFIO                                            |       |
| Bernard Quénault de La Groudière | Indépendant (démissionnaire)                    |       |
| Joseph Lecacheux                 | Indépendant (succède à Bernard de la Groudière) |       |

### Législature 1945-1946 (Première assemblée constituante)
| Nom                  | Parti       | Parti |
| -------------------- | ----------- | ----- |
| Jean Raymond-Laurent | MRP         |       |
| Maurice Lucas        | MRP         |       |
| Étienne Fauvel       | MRP         |       |
| Paul Guilbert        | MRP         |       |
| René Schmitt         | SFIO        |       |
| Joseph Lecacheux     | Indépendant |       |

## Troisième République

### XVIelégislature: 1936-1942
| Circonscription | Nom                                 | Parti                                                            | Parti |
| --------------- | ----------------------------------- | ---------------------------------------------------------------- | ----- |
| Avranches       | Maxime Fauchon                      | Républicains indépendants et d'action sociale                    |       |
| Coutances       | Octave Lucas                        | Fédération républicaine                                          |       |
| Mortain         | Gustave Guérin élu au Sénat en 1937 | Fédération républicaine                                          |       |
| Mortain         | Émile Malon élu le 18 avril 1937    | Non inscrit (Droite)                                             |       |
| Saint-Lô        | Bernard Quénault de la Groudière    | Fédération républicaine                                          |       |
| Cherbourg       | Léon Vaur                           | Parti démocrate populaire                                        |       |
| Valognes        | Joseph Lecacheux                    | Alliance des républicains de gauche et des radicaux indépendants |       |

### XVelégislature: 1932-1936
| Circonscription | Nom                              | Parti/Groupe                                  | Parti/Groupe |
| --------------- | -------------------------------- | --------------------------------------------- | ------------ |
| Avranches       | Maxime Fauchon                   | Républicains indépendants et d'action sociale |              |
| Cherbourg       | Pierre Appell                    | Parti républicain-socialiste                  |              |
| Mortain         | Gustave Guérin                   | Fédération républicaine                       |              |
| Saint-Lô        | Bernard Quénault de la Groudière | Fédération républicaine                       |              |
| Coutances       | Émile Boissel-Dombreval          | Républicains de gauche                        |              |
| Valognes        | Joseph Lecacheux                 | Républicains de gauche                        |              |

### XIVelégislature: 1928-1932
Les élections législatives furent au scrutin d'arrondissement majoritaire à deux tours de 1928 à 1936.
| Circonscription | Nom                              | Parti                           | Parti |
| --------------- | -------------------------------- | ------------------------------- | ----- |
| * Cherbourg     | Pierre Appell                    | Parti républicain-socialiste    |       |
| * Mortain       | Gustave Guérin                   | Union républicaine démocratique |       |
| * Avranches     | Lucien Dior                      | Action démocratique et sociale  |       |
| * Coutances     | Émile Boissel-Dombreval          | Républicains de gauche          |       |
| * Valognes      | Joseph Lecacheux                 | Républicains de gauche          |       |
| * Saint-Lô      | Bernard Quénault de La Groudière | Union républicaine démocratique |       |

Source : Élections législatives 22-29 avril 1928 de Georges Lachapelle - https://gallica.bnf.fr/ark:/12148/bpt6k320439r.texteImage#

### XIIIelégislature: 1924-1928
Les élections législatives de 1924 furent organisées au scrutin proportionnel de liste. Elles marquèrent au niveau national national la victoire du "Cartel des gauches".
Les cinq élus sont sur la liste d'Union nationale républicaine.
| Nom                              | Parti                           | Autres mandats                                |
| -------------------------------- | ------------------------------- | --------------------------------------------- |
| Bernard Quénault de la Groudière | Union républicaine démocratique | Conseiller général                            |
| Gustave Guérin                   | Union républicaine démocratique | Conseiller général                            |
| Lucien Dior                      | Républicains de gauche          | Ancien Ministre du Commerce et de l'Industrie |
| Émile Boissel-Dombreval          | Républicains de gauche          | Vice-Président du Conseil général             |
| Albert Le Moigne                 | Républicains de gauche          | Président du Conseil général                  |

Source : Barodet sur le site de l'Assemblée Nationale - https://bibnum.sciencespo.fr/s/catalogue/ark:/46513/sc16m1m0#?c=&m=&s=&cv=

### XIIelégislature: 1919-1924
Les élections législatives de 1919 furent organisées au scrutin proportionnel de liste. Elles marquèrent au niveau national la victoire du "Bloc national" de centre-droit.
Liste d'Union nationale républicaine
| Nom                              | Parti                             | Autres mandats                         |
| -------------------------------- | --------------------------------- | -------------------------------------- |
| Bernard Quénault de la Groudière | Entente républicaine démocratique | Maire de Soulles                       |
| Gustave Guérin                   | Entente républicaine démocratique | Conseiller général                     |
| Jean Villault-Duchesnois         | Républicains de gauche            |                                        |
| Lucien Dior                      | Entente républicaine démocratique |                                        |
| Émile Boissel-Dombreval          | Républicains de gauche            | Conseiller général, maire de Coutances |
| Albert Le Moigne                 | Républicains de gauche            | Vice-Président du Conseil général      |

Source : Barodet, sur le site de l'Assemblée Nationale - https://bibnum.sciencespo.fr/s/catalogue/ark:/46513/sc16m2kz#?c=&m=&s=&cv=.

### XIelégislature: 1914-1919
| Circonscription | Nom                                                    | Parti                          | Parti |
| Valognes        | Jean Villault-Duchesnois                               | Républicain de gauche (Modéré) |       |
| Coutances       | Émile Boissel-Dombreval                                | Républicain de gauche (Modéré) |       |
| Saint-Lô        | Marcel Rauline décédé le 17 février 1916, non remplacé | Non-inscrit (Droite)           |       |
| Avranches       | Lucien Dior                                            | Gauche démocratique            |       |
| Cherbourg       | Albert Mahieu                                          | Républicain Socialiste         |       |
| Mortain         | Arthur Legrand décédé le 8 mai 1916, non remplacé      | Non-inscrit (Droite)           |       |

Sources : Journal Le Temps du 28 avril et du 12 mai 1914 sur Gallica - ,.

### Xelégislature: 1910-1914
| Circonscription | Nom                      | Parti                       | Parti |
| --------------- | ------------------------ | --------------------------- | ----- |
| Cherbourg       | Albert Mahieu            | républicain-socialiste      |       |
| Mortain         | Arthur Legrand           | Indépendant (Plébiscitaire) |       |
| Saint-Lô        | Marcel Rauline           | Indépendant (Plébiscitaire) |       |
| Avranches       | Lucien Dior              | Républicain progressiste    |       |
| Coutances       | Émile Boissel-Dombreval  | Républicain progressiste    |       |
| Valognes        | Jean Villault-Duchesnois | Républicain progressiste    |       |

Sources : Journal Le Temps du 24 avril et du 8 mai 1910 sur Gallica - ,.

### IXelégislature: 1906-1910
| Circonscription | Nom                      | Parti                       | Parti |
| --------------- | ------------------------ | --------------------------- | ----- |
| Valognes        | Jean Villault-Duchesnois | Républicain progressiste    |       |
| Avranches       | Lucien Dior              | Républicain progressiste    |       |
| Saint-Lô        | Marcel Rauline           | Non-inscrit (Plébiscitaire) |       |
| Cherbourg       | Albert Mahieu            | Socialistes parlementaires  |       |
| Mortain         | Arthur Legrand           | Indépendant (Plébiscitaire) |       |
| Coutances       | Pierre Dudouyt           | Républicain progressiste    |       |

Sources : Journal Le Temps du 6 et du 22 mai 1906 sur Gallica - ,.

### VIIIelégislature: 1902-1906
- Valognes : Jean Villault-Duchesnois, Républicain
- Cherbourg : Albert Le Moigne, Républicain
- Coutances : Georges Le Mare, Républicain, décédé le 9 septembre 1904, remplacé par Pierre Dudouyt , Républicain, élu le 6 novembre 1904
- Avranches : Émile Riotteau, Républicain
- Mrtain : Arthur Legrand, Conservateur
- Saint-Lô : Gustave Rauline, Conservateur

Source : journal Le Temps du 29 avril et du 13 mai 1902 sur Gallica,.

### VIIelégislature: 1898-1902
- Valognes : Léon Guérin, Républicain, décédé en 1901, remplacé par Jean Villault-Duchesnois, Républicain
- Cherbourg : Albert Le Moigne, Républicain
- Coutances : Alfred Regnault, Républicain
- Avranches : Émile Riotteau, Républicain
- Mortain : Arthur Legrand, Monarchiste
- Saint-Lô : Gustave Rauline, Monarchiste

Source : journal Le Temps du 10 mai et du 24 mai 1898 sur Gallica,.

### VIelégislature: 1893-1898
- Cherbourg : Charles Maurice Cabart-Danneville, Républicain
- Valognes : Léon Guérin, Républicain
- Coutances-1 : Georges Le Mare, Indépendant, élu en remplacement de Ernest Briens, Républicain, élu sénateur en 1894
- Cherbourg : Albert Le Moigne, Républicain, élu en 1895 en remplacement de Charles Maurice Cabart-Danneville, Républicain, élu sénateur
- Mortain : Arthur Legrand, Conservateur
- Saint-Lô : Gustave Rauline, Conservateur
- Coutances-2 : Alfred Regnault, Républicain
- Avranches : Émile Riotteau, Républicain

Source : journal Le Temps du 22 août et du 5 septembre 1893 sur Gallica,.

### Velégislature: 1889-1893
- Coutances-1 : Ernest Briens, Républicain
- Cherbourg : Charles Maurice Cabart-Danneville, Républicain
- Coutances-2 : Édouard Tirel de la Martinière, Conservateur
- Mortain : Arthur Legrand, Bonapartiste
- Valognes : Édouard du Mesnildot, Conservateur, invalidé, remplacé en 1890 par François Mayjuron Sclafer de Lagorsse, Républicain
- Saint-Lô : Gustave Rauline, Conservateur
- Avranches : Émile Riotteau, Républicain

Source : journal Le Temps du 24 septembre et du 8 octobre 1889 sur Gallica,.

### IVelégislature: 1885-1889
Scrutin par liste
- Jules Bouvattier
- Charles François Chevalier
- Adrien Gaudin de Villaine
- Louis Henri de Gueydon, royaliste, décédé en 1886, remplacé par Émile Riotteau en 1887
- Édouard Tirel de la Martinière
- Adrien Liais
- Édouard du Mesnildot
- Gustave Rauline

### IIIelégislature: 1881-1885
- Avranches 1 Hippolyte Morel
- Avranches 2 Émile Riotteau
- Coutances 1 : Charles Savary, démissionnaire en 1883, remplacé par Ernest Briens
- Alfred Regnault
- Mortain : Arthur Legrand
- Cherbourg : François La Vieille
- Saint-Lô : Gustave Rauline
- Hervé Mangon

### IIelégislature: 1877-1881
- 1re Avranches : Hippolyte Morel à partir de 1878, en remplacement de Jules Bouvattier, dont l'élection a été invalidée
- 2e Avranches : Émile Riotteau à partir de 1878, en remplacement de Charles Leclère, dont l'élection a été invalidée
- Mortain : Arthur Legrand
- Cherbourg : François La Vieille
- 1re circ. de Coutances : Charles Savary
- 2e de Coutances Charles Gaslonde
- Valognes : Jean Polydore Le Marois
- Saint-Lô Gustave Rauline

### Irelégislature: 1876-1877
- 1re circ. d'Avranches : Hippolyte Morel
- 2e d'Avranches : Émile Riotteau
- 1re circonscription de Coutances : Charles Savary
- 2e de Coutances Charles Gaslonde
- Valognes : Jean Polydore Le Marois
- Cherbourg : René Clérel de Tocqueville
- Mortain : Arthur Legrand
- Saint-Lô : Gustave Rauline

### Assemblée nationale: 1871-1876
Scrutin sur liste
- 1er : Prince François de Joinville, Centre droit, mais préfère la Haute-Marne, et est remplacé par Hippolyte Clérel de Tocqueville, Gauche républicaine, lui-même démissionnaire en 1875, élu au Sénat, non remplacé
- 2e : Napoléon Daru, Centre droit
- 3e : Louis Lempereur de Saint-Pierre, Union des droites
- 4e : Arthur Legrand, Appel au peuple (Bonapartiste)
- 5e : Jules d'Auxais, Union des droites
- 6e : François Hervé de Saint-Germain, Centre droit
- 7e : Louis-Hippolyte Rangeard de La Germonière, Centre droit
- 8e : Charles Gaslonde, Centre droit
- 9e : Charles Savary, Centre droit
- 10e : Émile Lenoël, Gauche républicaine
- 11e : Paul Foubert, Centre gauche

## Second Empire

### IVelégislature: 1869-1870
- Eugène d'Halwin de Piennes
- Louis Auvray
- François Hervé de Saint-Germain

### IIIelégislature: 1863-1869
- Avranches : François Hervé de Saint-Germain
- Valognes : Jacques Félix Meslin
- Saint-lô : Léonor-Joseph Havin[19]
- Louis Auvray[20]
- Coutances : Charles Brohyer de Littinère[21]
- Eugène d'Halwin de Piennes[22]

### IIelégislature: 1857-1863
- Hervé de Kergorlay
- François Hervé de Saint-Germain
- Charles Brohyer de Littinère
- Jacques Félix Meslin

### Irelégislature: 1852-1857
- Hervé de Kergorlay
- François Hervé de Saint-Germain
- Charles Brohyer de Littinère
- Jacques Félix Meslin

## Deuxième République

### Assemblée nationale législative: 1849-1851
Sur liste (13 députés)
1. Alexis de Tocqueville,
2. Napoléon Daru,
3. Narcisse Vieillard,
4. Jules François Bouvattier,
5. Charles Gaslonde,
6. François Hervé de Saint-Germain,
7. Jules Polydore Le Marois,
8. Nicolas Noël-Agnès,
9. Henri Charles Timoléon Duparc,
10. Achille Félicité Goulhot de Saint-Germain[23] (1803-1875),
11. Alphonse Ferré des Ferris,
12. Jacques Joseph Bréhier,
13. Urbain Le Verrier

### Assemblée nationale constituante: 1848-1849
Sur liste (15 députés)
1. Léonor-Joseph Havin,
2. Narcisse Vieillard,
3. Alexis de Tocqueville,
4. Gabriel-Joseph Laumondais,
5. Pierre-Michel Dudouyt,
6. Régis Auguste Casimir Demézange,
7. Hippolyte Abraham-Dubois,
8. Louis Jean François Diguet
9. Pierre Jean François Marie Delouche,
10. Claude Lempereur de Saint-Pierre,
11. Charles Gaslonde,
12. Louis Perrée,
13. Eugène Charles Marie des Essarts,
14. Félix Jean-Baptiste Joseph Reibell[24],
15. Sébastien Joseph Boulatignier,

## Monarchie de Juillet

### VIIelégislature: 1846-1848
- 1er collège (Saint-Lô) : Léonor-Joseph Havin
- 2e collège (Carentan) : Jules Lebrun de Plaisance
- 3e collège (Cherbourg) : Jacques Félix Meslin
- 4e collège (Valognes) : Alexis de Tocqueville
- 5e collège (Coutances) : Hippolyte Alphonse Quénault
- 6e collège (Périers) : Frédéric Rihouet
- 7e collège (Mortain) : Baptiste Alexis Victor Legrand
- 8e collège (Avranches) : Hippolyte Abraham-Dubois

### VIelégislature: 1842-1846
(par collège)
1. Léonor-Joseph Havin
2. Narcisse Vieillard[25]
3. Armand de Bricqueville[26], remplacé par François-Édouard Sellier[27]
4. Alexis de Tocqueville
5. Pierre Bonnemains[28], remplacé par Hippolyte Alphonse Quénault[29]
6. Frédéric Rihouet
7. Baptiste Alexis Victor Legrand
8. Hippolyte Abraham-Dubois

### Velégislature: 1839-1842
1. Léonor-Joseph Havin
2. Paul Marie Victor Enouf
3. Hippolyte Alphonse Quénault[30], remplacé par Armand de Bricqueville en 1841
4. Alexis de Tocqueville
5. Pierre Bonnemains
6. Frédéric Rihouet
7. Baptiste Alexis Victor Legrand
8. Hippolyte Abraham-Dubois

### IVelégislature: 1837-1839
1. Léonor-Joseph Havin
2. Paul Marie Victor Enouf
3. Hippolyte Alphonse Quénault
4. Jules Polydore Le Marois
5. Pierre Bonnemains
6. Frédéric Rihouet
7. Baptiste Alexis Victor Legrand
8. Hippolyte Abraham-Dubois

### IIIelégislature: 1834-1837
- 1er arrondissement électoral : Léonor-Joseph Havin
- 2e : Paul Marie Victor Enouf
- 3e : Armand de Bricqueville
- 4e : Jules Polydore Le Marois
- 5e : Jean-Baptiste-Siméon Dudouyt
- 6e : Jacques-Pierre Avril
- 7e : Baptiste Alexis Victor Legrand
- 8e : Hippolyte Abraham-Dubois

### IIelégislature: 1831-1834
1. Léonor-Joseph Havin
2. Paul Marie Victor Enouf
3. Armand de Bricqueville
4. Jean-Pierre Baillod
5. Jean-Baptiste-Siméon Dudouyt
6. Frédéric Rihouet
7. Jean-Germain Leverdays, démissionnaire, remplacé par Baptiste Alexis Victor Legrand en 1832
8. François Mathieu Angot des Rotours, remplacé par Hippolyte Abraham-Dubois[31]

### Irelégislature: 1830-1831
- Pierre Bonnemains
- Jean-Pierre Baillod
- Pélage-Adélaïde de Lorimier
- Paul Marie Victor Enouf
- Auguste-François Angot
- Jean-Baptiste-Siméon Dudouyt
- Armand de Bricqueville

## Seconde restauration

### IVelégislature: 1828-1830
- Charles Achard de Bonvouloir
- Armand de Bricqueville
- Paul Marie Victor Enouf

### IIIelégislature :1824-1827
- 2e arr (Avranches) Gilles Robert Pierre Lemoine des Marres
- Victor Avoyne de Chantereyne
- Louis de Kergorlay

### IIelégislature: 1816-1823
- Urbain Balisson[32]
- Gilles Robert Pierre Lemoine des Marres[33]
- Victor Avoyne de Chantereyne[34]
- Louis de Kergorlay[35]
- Le Pelley-Dumanoir
- Luc Barthélémy Hamel, dit le Baron Duhamel
- François-Alexandre-Léonor Le Jolis de Villiers
- Antoine Sivard de Beaulieu. Élu le 20 octobre 1818. Il échoua[36] dans le 4e arrondissement électoral de la Manche (Valognes) le 13 novembre 1822, conte Avoyne de Chantereine, élu, et Duparc de Barville[37]
- Marc Valentin Regnouf de Vains
- Constantin Duparc de Barville

### Irelégislature: 1815-1816
- Jean-François-Toussaint de Lorgeril
- Pierre Yver
- Constantin du Parc
- Marc Valentin Regnouf de Vains
- Pierre Étienne Lepelley-Dumanoir
- Alexandre du Moncel
- Olivier Le Clerc de Juigné
- Gabriel François Charles Frémin-Dumesnil

## Chambre des représentants (Cent-Jours)
Chambre des représentants
- Jacques Poisson de Coudreville
- Guillaume Besnard-Duchesne
- Hervé François Lefollet
- Siméon Bonnesœur-Bourginière
- Pierre-Joseph Delaville
- Louis-Marie Duhamel
- Pierre Louis Clément
- Augustin Asselin
- Pierre Louis Pinel

## Chambre des députés des départements (1reRestauration)
- Victor Avoyne de Chantereyne
- Pierre-Joseph Delaville
- Gabriel François Charles Frémin-Dumesnil

## Corps législatif(1800-1814)
- Jacques Poisson de Coudreville
- Victor Avoyne de Chantereyne
- Pierre-Joseph Delaville
- Jacques Engerran-Deslandes
- Nicolas Frémin de Beaumont
- Gabriel François Charles Frémin-Dumesnil
- Luc Barthélémy Hamel
- Jean Le Marois
- Jean-Victor Tesnière-Bresménil

## Conseil des Cinq-Cents(1795-1799)
- Jean Michel Hubert-Dumanoir
- Louis Pouret-Roquerie[38]
- Étienne-François Le Tourneur
- Pierre Louis Pinel
- Jacques Engerran-Deslandes
- Guillaume Boursin
- Hervé François Lefollet
- Augustin Asselin
- Jean-Charles Bitouzet de Linères
- Charles Desplanques-Dumesnil
- François Guesdon
- François-Anne-René-Marie Le Maignen
- Antoine Sivard de Beaulieu
- Auguste François Brohon

## Convention nationale(1792-1795)
sur liste (13 députés)
1. Gervais Sauvé, négociant, maire de Ducey, ancien député à la Législative.
2. Jacques Poisson de Coudreville, président du tribunal de Saint-Lô, ancien député à la Législative.
3. Jean Angélique Lemoine-Devilleneuve, juge au tribunal de Mortain, ancien député à la Législative.
4. Étienne-François Le Tourneur, capitaine du génie, ancien député à la Législative.
5. Bon-Jacques Ribet de Rugneville, négociant à Cherbourg, administrateur du département, ancien député à la Législative.
6. Pierre Louis Pinel, administrateur du district d'Avranches.
7. Jean-Baptiste Le Carpentier, chef de légion du district de Valognes. Est décrété d'arrestation et d'accusation les 1er et 2 prairial an III (20 et 21 mai 1795) ; est ensuite amnistié.
8. Édouard-Léonor Havin, administrateur du district de Saint-Lô.
9. Siméon Bonnesœur-Bourginière, administrateur du département.
10. Jacques Engerran-Deslandes, homme de loi à Avranches.
11. Charles-Louis-François Regnault de Bretel, administrateur du département.
12. André-François Laurence, administrateur du département. Est exclu après le 31 mai 1793 ; est rappelé le 18 frimaire an III (8 décembre 1794).
13. Jean Michel Hubert-Dumanoir, administrateur du département, commandant de bataillon.

## Assemblée législative (1791-1792)
élections sur liste (13 députés)
- 2e Jacques Poisson de Coudreville
- 4e Jean Angélique Lemoine-Devilleneuve
- 8e Étienne-François Le Tourneur
- Jean François Duval ; Jean Joseph Yver suppléant entré en fonction en mai 1792
- Jacques Euvremer
- Ambroise Félix Desprez
- Gervais Sauvé
- Denis Tesson
- Jean-Pierre-David Letellier du Hutrel
- Étienne Giroult
- Jacques-Anne Lerebours de La Pigeonnière
- Jean-François Lepigeon de Boisval
- Jean Adrien Queslin

### Assemblée nationale constituante: 1789-1791
Bailliage de Coutances
- Jacques-François-Louis Le Lubois (clergé)
- François Bécherel (clergé)
- François-Germain Le Rouvillois (clergé)
- Ange-François de Talaru de Chalmazel (clergé)
- Luc René Charles Achard de Bonvouloir (noblesse)
- Pierre-François Beaudrap de Sotteville (noblesse)
- Jacques-René-Jean-Baptiste Artur de La Villarmois (noblesse)
- Léon-Marguerite Leclerc, baron de Juigné (noblesse)
- Guillaume Besnard-Duchesne (tiers état)
- Pierre-Jacques Vieillard (tiers état)
- Jean Perrée-Duhamel (tiers état)
- Denis-Gabriel Le Sacher de la Palière (tiers état)
- Jean-Thomas Desplanques-Dumesnil (tiers état)
- Louis-Hector-Amédée Angot (tiers état)
- Louis Pouret-Roquerie (tiers état)
- Louis Burdelot de Pontorson (tiers état)